# 查巴爾艾穆卡巴體育會
查巴爾艾穆卡巴體育會是一家主場位于东耶路撒冷的巴勒斯坦职业足球俱乐部，查巴爾艾穆卡巴體育主要參加約旦河西岸超級聯賽賽事。

## 历史
該俱樂部成立於1976年。當時是一家業餘足球俱樂部。2010年，查巴爾艾穆卡巴體育會首次夺得約旦河西岸超級聯賽冠軍。  2023年，俱乐部第二次夺得約旦河西岸超級聯賽冠军。